# Valensole
 Valensole  (en occitano Valençòla) es una población y comuna francesa, situada en la región de Provenza-Alpes-Costa Azul, departamento de Alpes de Alta Provenza, en el distrito de Digne-les-Bains y cantón de Valensole.

## Demografía
| 1712 | 1791 | 1721 | 1944 | 2202 | 2334 |
| Para los censos de 1962 a 1999 la población legal corresponde a la población sin duplicidades (Fuente: INSEE [Consultar]) |      |      |      |      |      |